# Moelleriopsis sincera
Moelleriopsis sincera is een slakkensoort, de plaatst in een familie is onzeker. De wetenschappelijke naam van de soort is voor het eerst geldig gepubliceerd in 1890 door Dall.